# کیاتوک
کیاتوک (به ارمنی: Քյաթուկ) یک منطقهٔ مسکونی در جمهوری آرتساخ است که در استان آسکران واقع شده‌است. کیاتوک ۸ نفر جمعیت دارد.